# Навушники

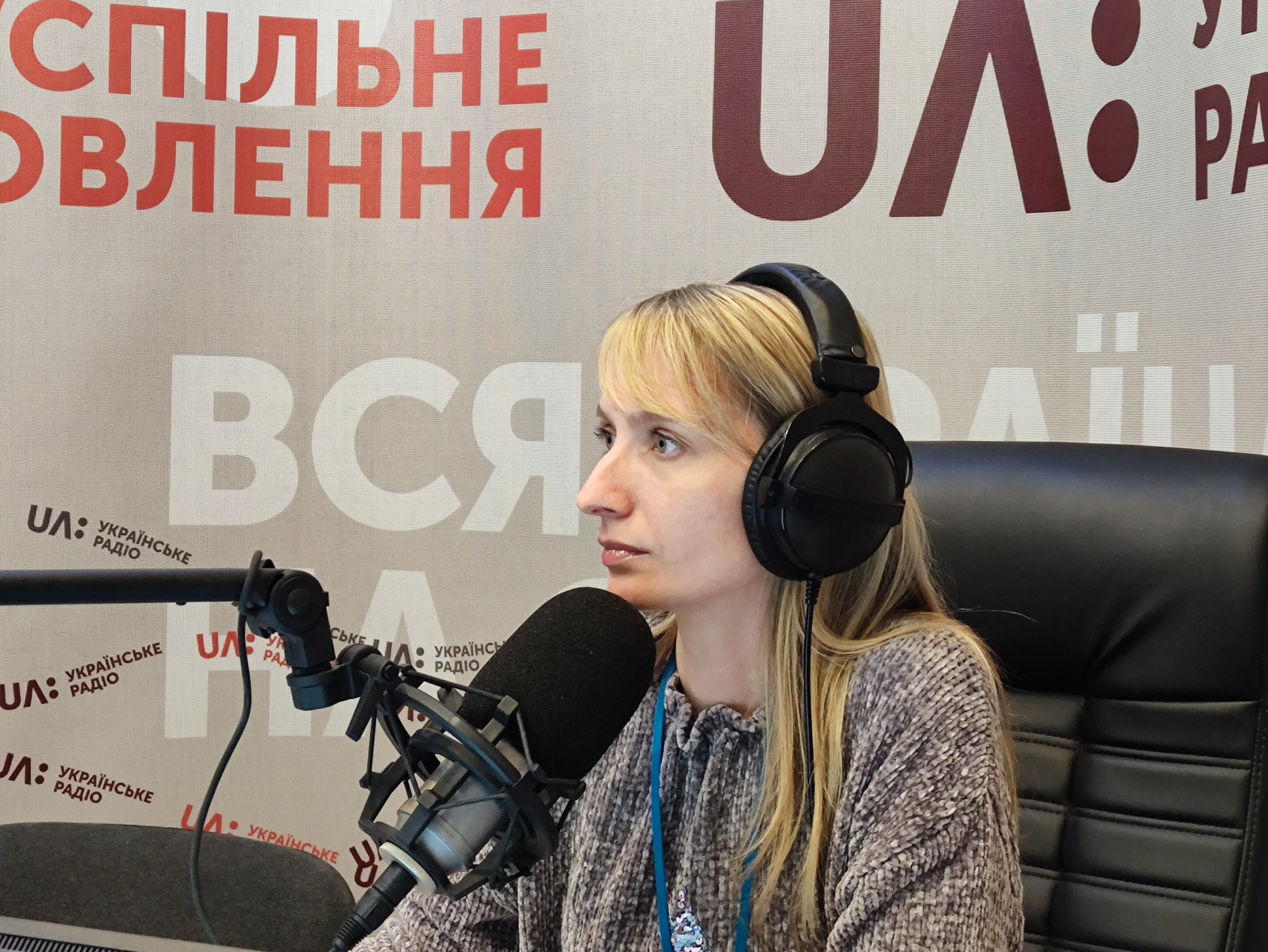
Журналіст Тетяна Малишева у навушниках перед виходом у прямий ефір у студії Українського радіо

Наву́шники — пристрій для особистого прослуховування музики або інших звукових записів, у комплекті з мікрофоном можуть використовуватись як засіб для ведення перемовин по телефону або за допомогою іншого засобу голосового зв'язку. 
За своєю будовою, навушники належать до класу електро-акустичних перетворювачів. У переважній більшості навушників, використовують електродинамічні випромінювачі, які називаються динаміками, звідси й назва - динамічні навушники. Існують також навушники з електростатичними випромінювачами, але, незважаючи на деякі переваги (зокрема, в локалізації джерел), вони не мають широкий попит внаслідок своєї високої вартості

## Види навушників
Навушники бувають:
- За способом передачі сигналу

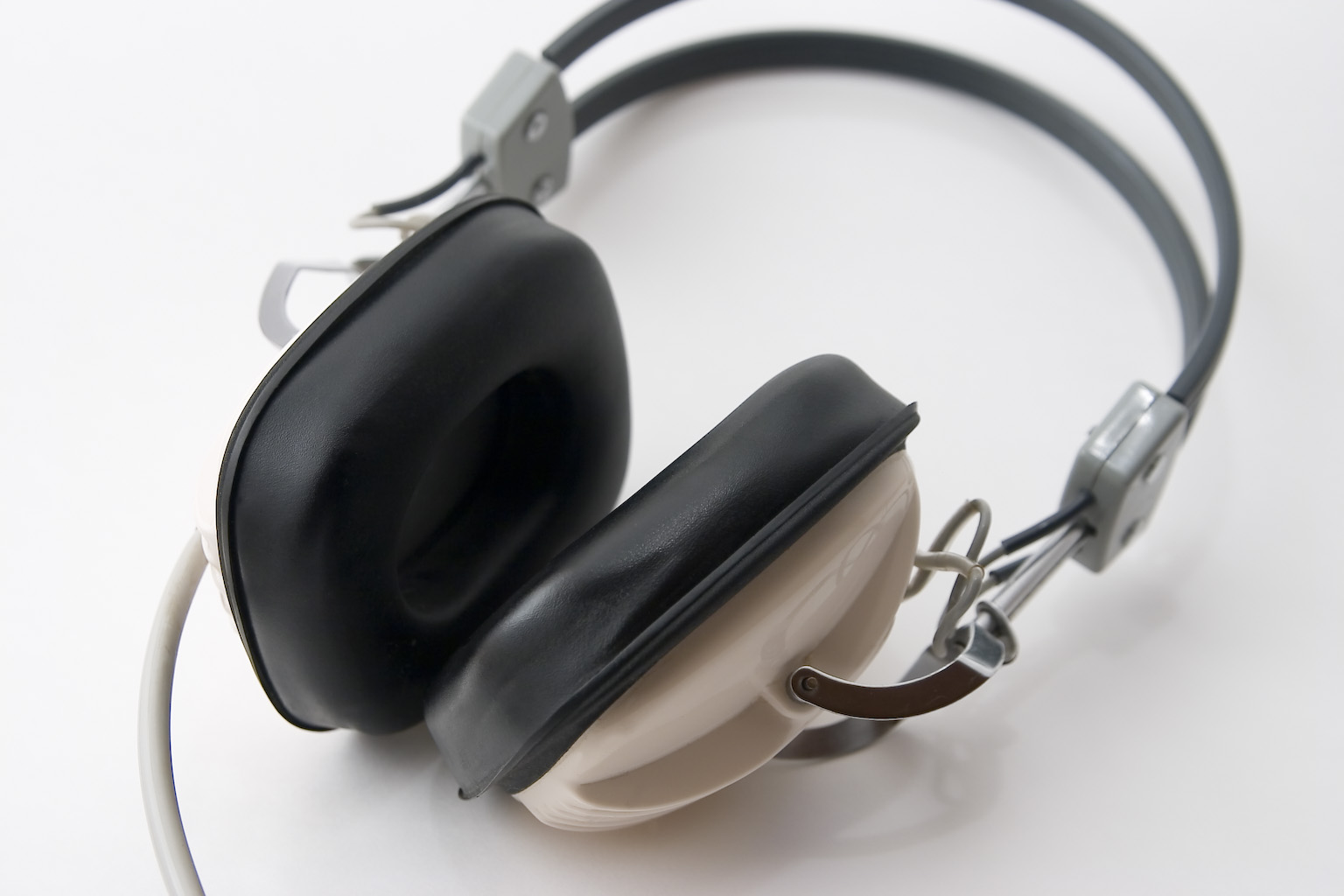
Навушники з 70-х

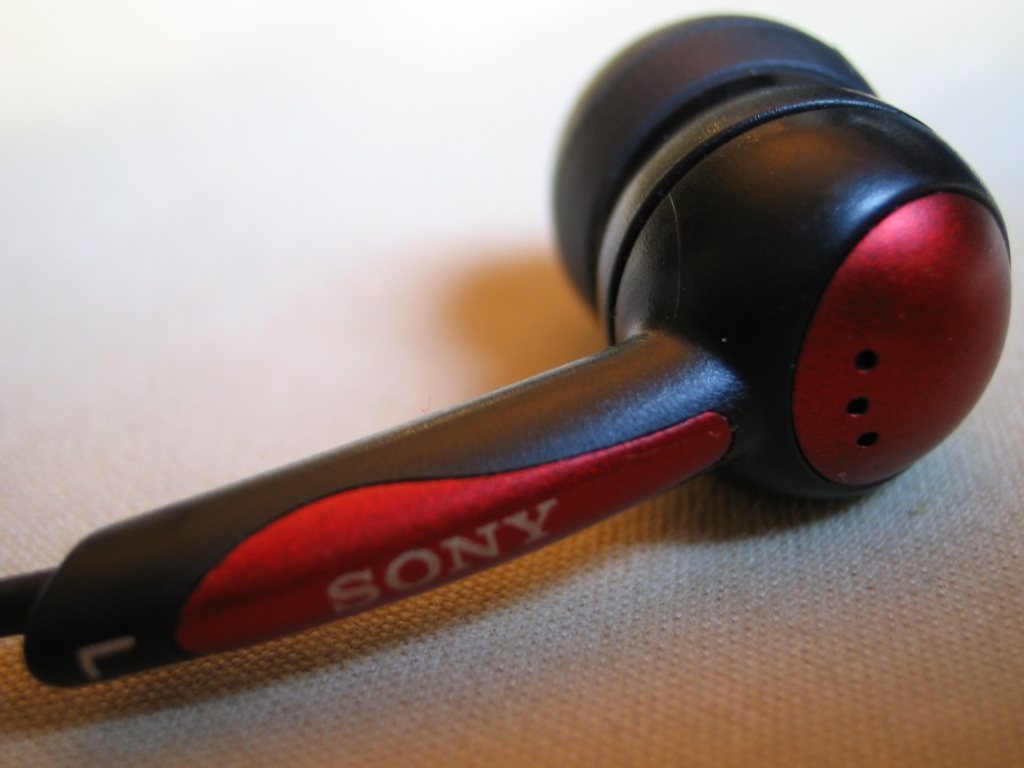
Навушники - «затички» Sony

  - дротові — з'єднані із джерелом дротом, що забезпечує максимальну якість передачі сигналу. Для приєднання дроту переважно використовується гніздо TRS діаметру 3.5 мм.
  - бездротові — з'єднані із джерелом через бездротовий канал (радіо, інфрачервоного випромінювання, Bluetooth) і тому мобільніші, але мають прив'язку до бази і мають обмеження радіуса дії.[1].
- За формою
  - «вкладиші» — мають маленький розмір і вкладаються у вушну раковину
  - накладні — накладаються на вуха.
  - повнорозмірні — охоплюють вуха.
- За ізоляцією
  - відкритого типу — мають відкриті (тобто акустично прозорі) чашки. Акустична прозорість означає практично повну відсутність власних резонансів, падіння рівня низьких частот, а також досить сильне проникнення зовнішніх шумів та навпаки, випромінювання звуку в довкілля.
  - закритого типу — із закритими чашками. Забезпечують значну ізоляцію від зовнішніх звуків та мінімальне випромінювання звуку назовні. Через власні резонанси мають гіршу якість звуку із порівняними відкритими навушниками.
  - напівзакриті - проміжний варіант.

## Технічні характеристики

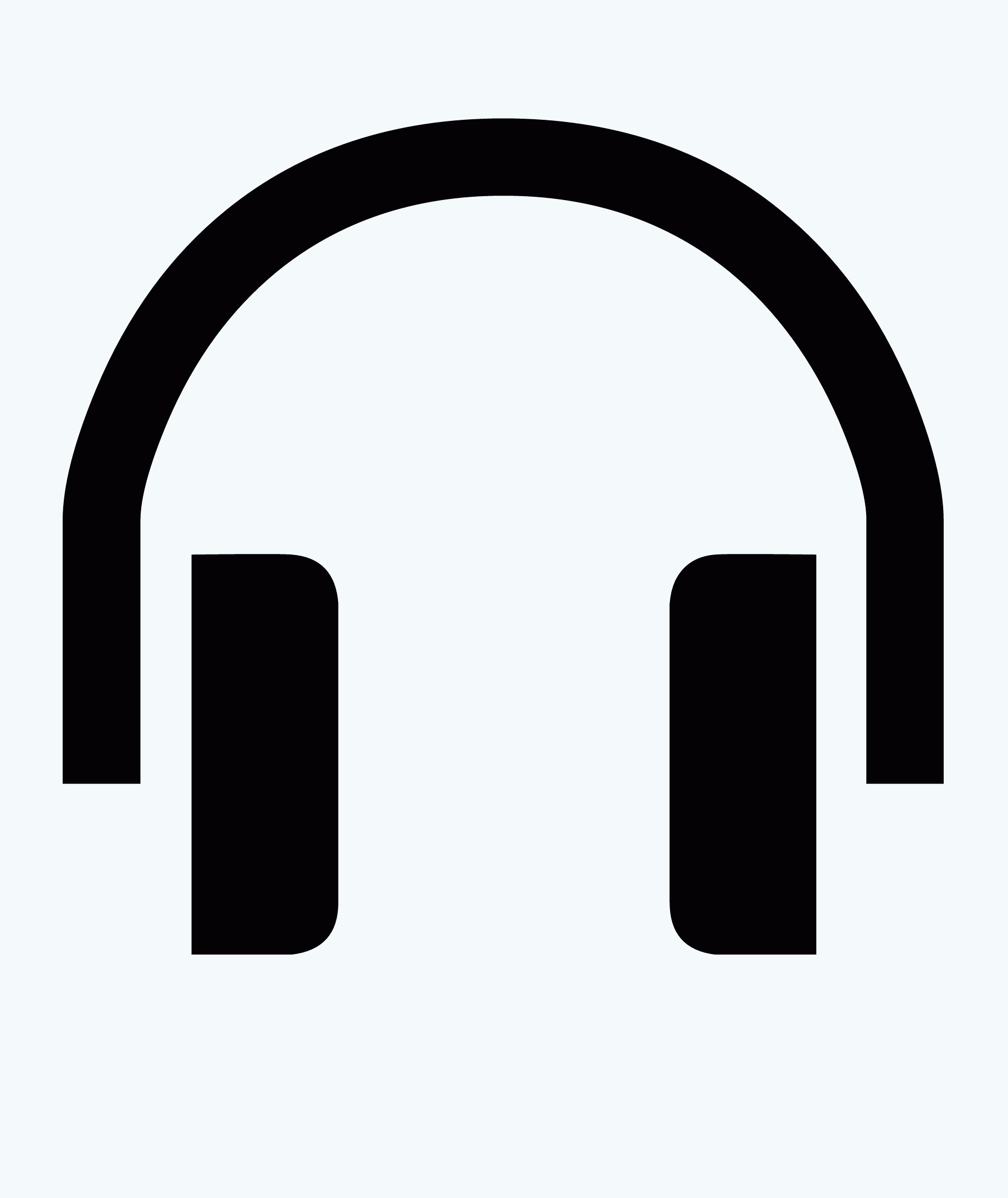
Піктограма навушників для позначення роз'ємів, регуляторів і т.і.

Основними технічними характеристиками є частотний діапазон (цей параметр, який вимірюється у герцах і кілогерцах, найчастіше вказується на коробці з навушниками і чим більше різниця між нижньою та верхньою межею частот, тим вища якість звуку), чутливість, електричний опір, максимальна потужність та рівень спотворень у відсотковому відношенні.
1. Амплітудно-частотна характеристика
2. Чутливість: відношення рівня звукового тиску до вхідної напруги або струму. Як правило, динамічні навушники мають чутливість від 100 дБ, при меншій чутливості звук може бути занадто тихим (особливо при використанні навушників з плеєром чи тому подібними пристроями). На чутливість впливає матеріал магнітного осердя, використаного у навушниках (наприклад, неодимові магнітні осердя). Навушники-«вкладиші» з малим діаметром мембрани мають малопотужний магніт.
3. Електричний опір, або навантаження для джерела електричної енергії (і звукового сигналу). Високий опір є причиною[уточнити] нерівномірності амплітудно-частотної характеристики в самому динаміку. Тому професійні моделі навушників мають номінальний опір від 200 до 600 Ом, а їх дорожнеча обумовлена в тому числі боротьбою зі спотвореннями. Для напівпрофесійних навушників характерний опір до 100 Ом.[джерело?]
Важлива відповідність значення модуля повного електричного опору навушників та вихідного опору джерела звуку. Більшість портативних навушників розраховано на опір 32 Ом. Навушники з опором 16 Ом мають підвищену випромінювану акустичну потужність.
4. Максимальна потужність.
5. Рівень спотворень: навушниках вимірюється у відсотках.[джерело?] Чим менший цей відсоток, тим ліпша якість звучання. Внесення навушниками спотворень, менших за 1% у смузі частот від 100 Гц до 2 кГц є прийнятними, тоді як для смуги нижче 100 Гц допускається 10%.

## Принципові відмінності у звучанні навушників та динаміків
Перед тим, як звук природним шляхом досягне барабанних перетинок, його акустичні параметри змінять «природні перепони» — голова та вушні раковини слухача. Крім того, випромінювані гучномовцями звукові хвилі взаємодіють одна з одною. Виникають перехресні перешкоди і з відбиттями у приміщенні. Підсумкове звукове поле, є комплексом зсунених по фазі амплітуд, які можуть підсилювати, пригнічувати та/або затримувати окремі частоти.
Оскільки конуси дифузорів і амбушюри в навушниках спрямовують звукові хвилі кожного каналу безпосередньо на барабанні перетинки, HRTF-змін не виникає. Зазнаючи брак у просторових параметрах, мозок відбиває звукове поле на прямій лінії між вухами. У стандартних навушниках неможливо визначити, як зміни фази та амплітуди в одному звуковому каналі, вплинуть на інший, у разі відтворення крізь гучномовці. Відповідно, враження від прослуховування одного й того ж запису крізь навушники та гучномовці, будуть принципово відрізнятись.
Якщо порівняти навушники та акустичні системи за рівнем спотворень та нерівномірності АЧХ, очевидно, що низькі частоти АС відтворюють краще. Проте, навушники мають менший рівень спотворень на великих рівнях гучності. АЧХ у навушників рівніша.

## Небезпеки, пов'язані з навушниками
У навушниках кожне вухо сприймає лише звуки, що йдуть від призначеного саме для цього вуха випромінювача, що в кінцевому випадку призводить до неприродності звучання та, у підсумку, до підвищеної стомлюваності. Тривале використання навушників може спричинити часткову втрату слуху або навіть глухоту. Існує також небезпека пропустити важливий зовнішній звуковий сигнал, наприклад, автомобіля на дорозі. Тому в багатьох країнах вводяться обмеження на використання навушників водіями автотранспорту.

## Найвідоміші виробники навушників
AKG, Apple, Audio-Technica, Beyerdynamic, Bose, Fisher, Grado Labs, JBL, Koss, Marshall, Peltor, Panasonic, Philips, Samsung, Sennheiser, Sony, Pioneer, Technics.

## Розробка і виробництво навушників в Україні
У 1980-х роках у НДІ Побутової Радіоелектронної Апаратури у Львові під керівництвом Ігоря Левицького розроблялися навушники під брендом "Амфітон": ТДС-7, ТДС-15, ТДС-21, ТДС-25. Починаючі з першої моделі навушники стали проривом по якості передачі звуку на ринку СРСР.
У  2019 році харківська компанія Verum Audio завдяки краудфандингу розпочала серійне виробництво Hi-Fi планарних навушників Verum 1. Модель отримала позитивні відгуги в експертів США та ЄС.

## Цікаві факти
- Деякі навушники можна використовувати як мікрофон, для цього достатньо вийняти навушники із TRS-гнізда призначеного для них і увімкнути в таке ж, призначене для мікрофону. Якість звуку та гучність при цьому набагато гірші ніж при використанні мікрофону.